# Beate Eriksen
Beate Marie Eriksen (19 oktober 1960) is een Noors actrice en filmregisseur. Ze is de dochter van Marius Eriksen, een piloot uit de Tweede Wereldoorlog. Ze is de nicht van alpineskiër Stein Eriksen, en is getrouwd met acteur Toralv Maurstad.

## Carrière
Eriksen studeerde af aan het Noorse Nationale Academie voor theater in 1985. Hierna werkte ze bij het Oslo Nye Teater en het Riksteatret en deed freelance-werk bij het Nationaltheatret en andere theaters. Ze heeft ook in televisieseries gespeeld, waaronder de soapserie Hotel Cæsar. Buiten Noorwegen werd ze bekend toen ze het onderwerp werd van het drie miljoenste artikel in de Engelstalige Wikipedia.